# Anna Lundberg
Anna Sofia Elisabet Elg-Lundberg, född Malmgren 22 mars 1864 i Jönköping, död 11 juni 1946 i Stockholm, var en svensk skådespelare och teaterdirektör, som bland annat framförde operetter och vid varietéer. Hon gav bland annat under 1890-talet omkring 2 000 föreställningar som titelrollen i Jean-François Bayards och Émile Vanderburchs Parispojken (Le Gamin de Paris). Hon har beskrivits som en av Sveriges mest populära skådespelerskor kring sekelskiftet.

## Biografi
Lundberg föddes 1864. Hon var dotter till skräddaren Carl August Malmgren, och hans fru Simonia Beckman. Hon gifte sig 1888 med skådespelaren Otto Elg-Lundberg.

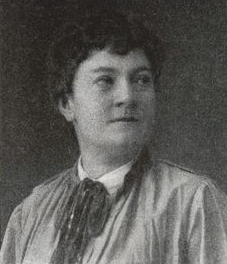
Anna Lundberg, sent 1890-tal.

Hon började studera balett vid kungliga teatern, och fortsatte sina studier vid den dramatiska scenen vid samma teater. Mellan 1881 och 1891 framträdde hon i huvudsak vid olika teatrar och scener i Stockholm och Göteborg. Hon hade bland annat titelrollen i Parispojken (Le Gamin de Paris), skriven av Jean-François Bayard och Émile Vanderburch, en roll hon spelade omkring 2 000 gånger på turné runtom i Norden. Hon hade även framgångar i bland annat Mikadon, och gjorde framgångsrika framträdanden vid Södra teatern och Djurgårdsteatern. Andra roller hon har spelat innefattar rollen som Amalia i Friedrich Schillers Rövarbandet, som Esmeralda i Victor Hugos Ringaren i Notre Dame, samt som Emma i Frans Hedbergs Stabstrumpetaren. Hon hade också titelrollerna i Lille hertigen och Miss Helyett. Hon var i sekelskiftet mellan 1800-talet och 1900-talet en av Sveriges mest populära skådespelerskor.
Under början av 1890-talet, i huvudsak mellan 1893 och 1895, begav hon sig till Paris, där hon som varietéartist verkade vid Folies Bergère under namnet ”Othie del Rio, chanteuse cosmopolite”. Därefter återvände hon till Sverige, där hon tillsammans med sin make ledde ”Turné Anna Lundberg”, som turnerade runtom i Sverige mellan 1895 och 1898, 1900, mellan 1905 och 1906 samt under år 1914. Mellan 1907 och 1909 turnerade de även vid svenskamerikanska scener i USA, där Lundberg även verkade som scenpedagog.
Fram till 1914 höll Lundberg visaftnar i Kungliga Vetenskapsakademiens lilla konsertsal. Därefter drog hon sig tillbaka från skådespeleriet. År 1929 gav hon ut memoarboken Hur det går till att komma in vid teatern och annat smått och gott. Makarna Elg-Lundberg är begravda på Norra begravningsplatsen utanför Stockholm.